# 笑福亭伯鶴
笑福亭 伯鶴（しょうふくてい はっかく、1957年〈昭和32年〉2月26日 - ）は大阪府東大阪市出身の落語家である。本名は丹羽 透。出囃子は『陽気に行こう』。

## 来歴・人物
子供のころから祖父の落語好きの影響で道頓堀角座に連れられて通うようになる。素人名人会（毎日放送）に何度も出演し名人賞を受賞、大阪府立盲学校高等部卒業後、1975年3月10日に6代目笑福亭松鶴に入門。1975年に初舞台。
落語会のほか、人権公演なども積極的に行っている。
出囃子の『陽気に行こう』はカントリーソングのアレンジしたのを使用している。
2008年12月1日23時ごろ、仕事の打ち合わせからの帰宅途中に大阪市淀川区の阪急宝塚線三国駅でホームと電車の間に足を踏み外し10m程引きずられ、両足骨折や脳挫傷などで意識不明の重体に。入院中の様子などが毎日新聞大阪本社発行点字新聞『点字毎日』2009年1月29日号にて「伯鶴のご機嫌さんです」の記事内で掲載されている。
マネージメントHPによると4月末に病院を退院し、現在復帰に向けて本格的なリハビリに励んでいるとのこと。このことが6月5日付読売新聞の夕刊でも取り上げられている。また同年8月5日付産経新聞大阪版夕刊記事によると8月8日に高座復帰への第一歩として大阪市内で開かれる集いに事故後初めてゲスト参加予定との記事が掲載され、8月9日のサンケイスポーツにはファンに元気な姿を見せたことが記事として掲載された。
2012年6月10日、高座に復帰。

## 得意ネタ
- 相撲場風景

## 関連書籍
- さとう裕『風は誰にも見えない―全盲の落語家の半生』（六法出版社 1998/11 ISBN 978-4897706481）